# Quicksilver
Quicksilver（クイックシルバー）は、macOSのユーティリティソフトウェアである。2003年6月にen:Blacktree Softwareにより開発が開始された。その3年後の2006年11月にオープンソースとしてソースコードが公開され、2010年10月よりボランティアベースのThe Quicksilver Teamにより開発されている。Quicksilverは、アプリケーションの立ち上げ、コンピューター・ファイルの操作、e-mailの下書きと送信といった作業を、キーボードにより、手早く処理できる。QuicksilverはmacOSのアプリケーションであるen:LaunchBarやen:Butler (software)に似ているが、異なるインタラクション・パラダイムを利用している。Quicksilverは複雑なアプリケーションであるが、インターフェースはコマンド・ウィンドウと呼ばれる、3つの簡素なパネルからなる。任意のキーの組み合わせで、ユーザーは複雑な作業を簡単に処理できる。Quicksilverのアイコンは錬金術で用いられる水銀の記号である。（錬金術で Quick Silver は水銀を指す）

## 歴史
- 2007年11月6日: Quicksilverのソースコードはグーグル・コードから利用可能になった[2]。

- 2009年11月: ソースコードのレポジトリはGitHub上に移行している[3]。

- 2010年10月: ボランティアのチームにより、新たなウェブサイトqsapp.com、ブログ、Twitterアカウントが開設された。